# Paul Tschoffen

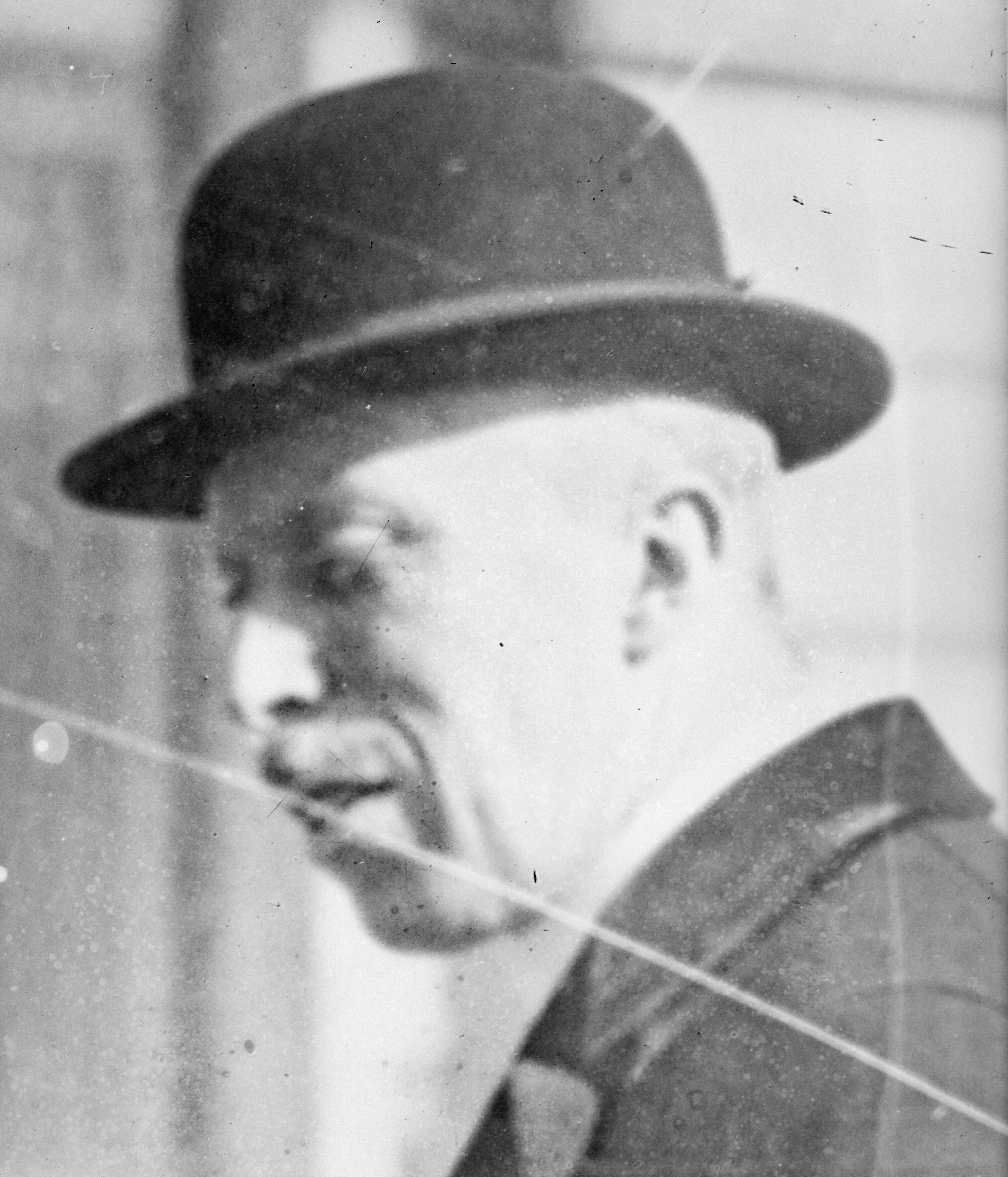
Paul Tschoffen (1929)

Paul Marie Joseph Raymond Tschoffen (* 8. Mai 1878 in Dinant, Provinz Namur, Belgien; † 11. Juli 1961 in Lüttich, Provinz Lüttich, Belgien) war ein belgischer Politiker der Katholischen Partei.

## Biografie
Nach dem Schulbesuch studierte er Rechtswissenschaft und war nach der Promotion zum Doktor der Rechtswissenschaften als Rechtsanwalt tätig.
1919 wurde er als Kandidat der Katholischen Partei zum Mitglied der Abgeordnetenkammer gewählt und gehörte dieser bis 1922 an. Zwischen 1924 und 1936 wurde er als Mitglied in den Senat kooptiert. Während dieser Zeit war er zugleich Politischer Direktor der Revue Belge.
1924 wurde er von Premierminister Georges Theunis als Minister für Arbeit, Industrie und Soziale Vorsorge erstmals in ein Regierungsamt berufen und blieb bis 1925 in dieser Funktion. Anschließend war er zunächst Minister für Eisenbahnen, Post und Telegrafie, ehe er von Juni bis Dezember 1925 Justizminister im Kabinett von Prosper Poullet war.
In der Regierung von Premierminister Henri Jaspar war er 1929 erstmals für kurze Zeit Minister für die Kolonien. Das Amt des Kolonialministers übernahm er zwischen Oktober 1932 und November 1934 erneut in dem zweiten von Charles de Broqueville geleiteten Kabinett.
Am 3. September 1945 wurde ihm für seine politischen Verdienste der Ehrentitel eines Staatsministers verliehen.